# Isopterygium pendulum
Isopterygium pendulum är en bladmossart som beskrevs av Hugh Neville Dixon och Edwin Bunting Bartram 1939. Isopterygium pendulum ingår i släktet Isopterygium och familjen Hypnaceae. Inga underarter finns listade i Catalogue of Life.